# 天主教佩諾諾梅教區
天主教佩諾諾梅教區（拉丁語：Dioecesis Poenonomensis）是巴拿馬一個羅馬天主教教區，屬巴拿馬城總教區。
教區成立於1993年12月18日，位於科克萊省，2003年有教友178,600人，佔轄區總人口87.6%。教區下轄八個堂區，有十七名司鐸。現任教區主教為烏黎雅·阿什利。